# Mariano Rawicz
Mariano Rawicz (Lvov, 23 de octubre de 1908 - Santiago, 23 de junio de 1974) fue un tipógrafo, diseñador gráfico y maquetador de origen polaco que desarrolló su actividad en España durante los años 1930. Es conocido por su influencia en el diseño de cubiertas de libros durante los años anteriores a la Guerra Civil Española. Junto a su compatriota Mauricio Amster, Mariano Rawicz renovó el mundo del diseño gráfico editorial, incorporando a las cubiertas de libros avances estéticos como la tipografía constructivista, el grafismo funcional, simple y legible y el fotomontaje.

## Biografía

### Infancia
Rawicz nació el 23 de octubre de 1908 en la localidad de Lvov (en aquel momento perteneciente al Imperio Austrohúngaro) en el seno de una familia acomodada. Allí estudia Bellas Artes. Posteriormente se traslada a Cracovia para completar sus estudios en Artes Gráficas, que completa en la Academia de Artes Gráficas de Leipzig. 

### Primeros trabajos
En 1929 se traslada a España y empieza a trabajar junto a su compatriota Mauricio Amster para decenas de editoriales, diseñando las cubiertas de los libros de algunas de las editoriales más populares de la época como Dédalo, Ulises, Aguilar, Hoy o Cenit. Asimismo, funda la agencia de fotografía Rawicz, que distribuye en España fotografías en su mayoría provenientes de agencias soviéticas.

### Etapa segunda
Durante la Guerra Civil Española trabaja para el Ministerio de Propaganda diseñando carteles y folletos. De la etapa bélica se conserva muy poca obra, ya que la mayoría fue destruida tras la contienda. De entre la producción de carteles de guerra destaca "¿Qué haces tu para evitar esto?", un claro ejemplo del uso del fotomontaje que diferenciaba a Rawicz de otros diseñadores de la época. Tras la guerra, es condenado a cadena perpetua y encarcelado. En 1946 logra la excarcelación y se exilia en Chile, donde imparte clases de tipografía en la Escuela de Diseño de la Universidad Católica de Chile hasta su muerte en 1974.

## Obra
- Tengo Hambre (portada) (Vanguardias, 1933)
- El Infierno (portada) (Vanguardias, 1932)
- La Compañía (portada) (vanguardias, 1933)
- Ha nacido un niño (portada) (vanguardias, 1930)
- ¿Qué haces tu para evitar esto? Cartel (1938)

## Producción artística
El artista se caracteriza por el uso de las técnicas derivadas de los avances en la fotocomposición de finales de los años 20 y por introducir en España el diseño de cubiertas de libros que relacionan la portada con el contenido. 